# Dicranomyia (Idioglochina) tusitala palauicola
Dicranomyia (Idioglochina) tusitala palauicola is een ondersoort van de tweevleugelige Dicranomyia (Idioglochina) tusitala uit de familie steltmuggen (Limoniidae). De ondersoort komt voor in het Australaziatisch gebied.